# イジー・パロウベク
イジー・パロウベク（Jiří Paroubek、1952年8月21日 - ）は、チェコ共和国の政治家、首相（2005年 - 2006年）。

## 来歴

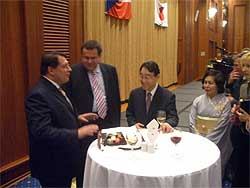
2005年12月6日、天皇誕生日祝賀レセプションにてチェコ駐箚日本国特命全権大使熊澤英昭（中央）と

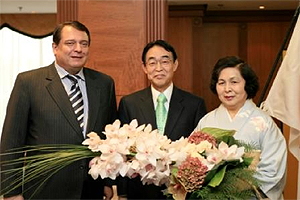
2007年12月4日、天皇誕生日祝賀レセプションにてチェコ駐箚日本国特命全権大使熊澤英昭（中央）、大使夫人（右）と

オロモウツ生まれ。プラハ経済大学卒業。1989年のビロード革命後、チェコ社会民主党に参加した。プラハ市の行政、特に財政政策を担当した。スタニスラフ・グロス内閣で地域開発担当大臣を務めた後、2005年4月、スタニスラフ・グロスの辞任に伴い、首相に就任した。
2006年総選挙で社民党が敗れたため、退陣した。